# 10543 Klee
10543 Klee è un asteroide della fascia principale. Scoperto nel 1992, presenta un'orbita caratterizzata da un semiasse maggiore pari a 2,2694855 UA e da un'eccentricità di 0,1752617, inclinata di 6,65131° rispetto all'eclittica.